# Kirwa im Amberg-Sulzbacher Land
Kirwa im Amberg-Sulzbacher Land ist der Sammelbegriff für die Kirchweihfeste im Landkreis Amberg-Sulzbach und der kreisfreien Stadt Amberg. Seit 31. Januar 2023 ist die Kirwa im Amberg-Sulzbacher Land Bestandteil des Bayerischen Landesverzeichnisses des Immateriellen Kulturerbes.
Der öffentliche Teil der Feste dauert üblicherweise drei Tage. Die Hauptelemente – darunter das Aufstellen und das Austanzen des Kirwabaumes – sind ähnlich. Es gibt jedoch lokale und regionale Besonderheiten. Im Zentrum der Organisation stehen meist Gruppen von unverheirateten Jugendlichen und jungen Erwachsenen.
In etwa 100 Ortschaften im Amberg-Sulzbacher Land wird jährlich Kirchweih gefeiert (Liste nicht vollständig):
| spezielle Bezeichnung | Ort                 | Gemeinde            | Termin |
| --------------------- | ------------------- | ------------------- | --- |
| Wiesenkirwa           | Allersburg          | Hohenburg           | am Namenstag des Erzengel Michael (29. September), wenn dieser auf einen Sonntag fällt, andernfalls am darauffolgenden Sonntag |
|                       | Ammerthal           | Ammerthal           | zweiter Sonntag im Juli |
|                       | Aschach             | Freudenberg         | letzter Sonntag im August |
|                       | Berghausen          | Hohenburg           | Sonntag nach Pfingsten |
|                       | Betzenberg          | Birgland            | erster Sonntag im August |
|                       | Ebermannsdorf       | Ebermannsdorf       | vierter Sonntag im Juni |
|                       | Ehenfeld            | Hirschau            | dritter Sonntag im Oktober |
| Jakobi-Kirwa          | Ensdorf             | Ensdorf             | vorletzter Sonntag im Juli |
|                       | Etsdorf             | Freudenberg         | dritter Sonntag im August |
|                       | Freudenberg         | Freudenberg         | zweiter Sonntag im September                                                                                                   |
|                       | Gebenbach           | Gebenbach           | Sonntag vor Pfingsten |
|                       | Hohenburg           | Hohenburg           | letzter Sonntag im Juli |
|                       | Hohenkemnath        | Ursensollen         | erster Sonntag nach Mariä Himmelfahrt                                                                                          |
|                       | Holzhammer          | Schnaittenbach      | erster Sonntag im Juli |
|                       | Iber                | Hahnbach            | dritter Sonntag im September                                                                                                   |
|                       | Kirchenreinbach     | Etzelwang           | erster Sonntag nach dem Festtag des Kirchenpatrons Ulrich von Augsburg (4. Juli)                                               |
|                       | Krickelsdorf        | Hirschau            | Sonntag nach Pfingsten |
|                       | Kemnath am Buchberg | Schnaittenbach      | nächster Sonntag zum Namenstag der Margareta von Antiochia (20. Juli)                                                          |
|                       | Köfering            | Kümmersbruck        | vierter Sonntag im August |
|                       | Kümmersbruck        | Kümmersbruck        | Sonntag nach Christi Himmelfahrt                                                                                               |
|                       | Lengenfeld          | Kümmersbruck        | erster Sonntag im August |
|                       | Lintach             | Freudenberg         | 1. Mai |
|                       | Massenricht         | Hirschau            | dritter Sonntag im September                                                                                                   |
|                       | Mendorferbuch       | Hohenburg           | erster Sonntag nach Mariä Himmelfahrt                                                                                          |
|                       | Paulsdorf           | Freudenberg         | nächster Sonntag zu Peter und Paul (29. Juni)                                                                                  |
|                       | Pursruck            | Freudenberg         | erster Sonntag im Oktober |
| Raigeringer Kirchweih | Raigering           | Amberg              | letzter Sonntag im Juli |
|                       | Rieden              | Rieden              | zweiter Sonntag im August |
|                       | Rosenberg           | Sulzbach-Rosenberg  | erster Sonntag im September |
| Oberlandkirwa         | Schleißdorf         | Freudenberg         | zweiter Sonntag im Oktober |
|                       | Schwend             | Birgland            | erster Sonntag im September |
| Woizkirwa             | Sulzbach-Rosenberg  | Sulzbach-Rosenberg  | vorletzter Sonntag im August                                                                                                   |
|                       | Traßlberg           | Poppenricht         | zweiter Sonntag im August |
|                       | Schmidmühlen        | Schmidmühlen        | erster Sonntag im September |
|                       | Thanheim            | Ensdorf             | vierter Sonntag im August |
|                       | Theuern             | Kümmersbruck        | Seit 2022 dritter Sonntag im August, zuvor erster Sonntag im September                                                         |
|                       | Ursensollen         | Ursensollen         | nächster Sonntag zum Namenstag des Vitus (15. Juni)                                                                            |
|                       | Utzenhofen          | Kastl               | nächster Sonntag zum Namenstag des Vitus (15. Juni)                                                                            |
|                       | Vilshofen           | Rieden              | dritter Sonntag im September                                                                                                   |
|                       | Weiher              | Hirschau            | erster Sonntag im Juli |
|                       | Weißenberg          | Edelsfeld           | am Namenstag des Vitus (15. Juni), wenn dieser auf einen Sonntag fällt, andernfalls am darauffolgenden Sonntag                 |
| Gmoi-Kirwa            | Welluck             | Auerbach i. d. OPf. | erster Sonntag im September |
| Magdalenen-Kirwa      | Wolfsbach           | Ensdorf             | letzter Sonntag im Juli |